# Todd (álbum)
Todd es el quinto álbum de estudio y segundo álbum doble del músico estadounidense Todd Rundgren. Fue publicado en febrero de 1974 a través de  Bearsville Records.

## Interpretación en vivo
En 2010, Rundgren interpretó en vivo en su totalidad a Todd y su álbum de 1981, Healing. Durante los espectáculos se exhibió una gran pantalla de video y láseres con Rundgren y la banda vestidos con trajes psicodélicos.

## Lista de canciones
Todas las canciones escritas y compuestas por Todd Rundgren, excepto donde esta anotado. 
| Lado uno |                                                                     |          |  |
| N.º      | Título                                                              | Duración |  |
| 1.       | «How About a Little Fanfare?»                                       | 0:57     |  |
| 2.       | «I Think You Know»                                                  | 3:48     |  |
| 3.       | «The Spark of Life»                                                 | 6:43     |  |
| 4.       | «An Elpee's Worth of Toons»                                         | 2:08     |  |
| 5.       | «A Dream Goes On Forever»                                           | 2:21     |  |
| 6.       | «Lord Chancellor's Nightmare Song» (W. S. Gilbert, Arthur Sullivan) | 3:30     |  |

| Lado dos |                                                |          |  |
| N.º      | Título                                         | Duración |  |
| 1.       | «Drunken Blue Rooster»                         | 3:00     |  |
| 2.       | «The Last Ride»                                | 4:46     |  |
| 3.       | «Everybody's Going to Heaven/King Kong Reggae» | 6:35     |  |

| Lado tres |                                   |          |  |
| N.º       | Título                            | Duración |  |
| 1.        | «No. 1 Lowest Common Denominator» | 5:10     |  |
| 2.        | «Useless Begging»                 | 3:27     |  |
| 3.        | «Sidewalk Cafe»                   | 2:25     |  |
| 4.        | «Izzat Love?»                     | 1:56     |  |
| 5.        | «Heavy Metal Kids»                | 4:13     |  |

| Lado cuatro |                                                                     |          |  |
| N.º         | Título                                                              | Duración |  |
| 1.          | «In and Out the Chakras We Go (Formerly Shaft Goes to Outer Space)» | 5:48     |  |
| 2.          | «Don't You Ever Learn?»                                             | 6:01     |  |
| 3.          | «Sons of 1984»                                                      | 4:37     |  |

## Créditos y personal
Créditos adaptados desde las notas de álbum de Todd.
Personal técnico
- Todd Rundgren – productor, ingeniero de audio, arreglos
- Alen MacWeeney – fotografía de portada
- Bill Klein, Jr.  – fotografía de contraportada
- Jim Luft – director artístico

## Posicionamiento
| Gráfica (1974)                            | Pico de posición |
| ----------------------------------------- | ---------------- |
| Canadá (RPM Top Albums)                   | 33               |
| Estados Unidos (Billboard Top LPs & Tape) | 54               |